# Cabrils (Talau)
Cabrils (([kə'βɾils])) és un antic poble, ara reduït a un parell de masies, del terme comunal d'Aiguatèbia i Talau, a la comarca del Conflent, de la Catalunya del Nord. Pertanyia a l'antiga comuna de Talau.
Està situat a l'extrem sud-est del terme al qual pertany, a la dreta de la Ribera de Cabrils, curs d'aigua que en pren el nom, al començament d'un apèndix del terme d'Aiguatèbia i Talau que entra com una falca entre els termes d'Orellà i de Canavelles fins a tocar en un punt el d'Oleta i Èvol. Entre els edificis conservats hi ha la capella de Sant Gabriel de Cabrils i la torre de guaita medieval anomenada Torre de Cabrils, o la Torratxa.

## Etimologia
Segons Joan Coromines, el nom del poble prové del llatí caprile (estable de cabres), format per l'arrel de capra (cabra) i el sufix -ile, indicador de pleta o estable d'animals.